# Luursemaheerd
De Luursemaheerd of Luursemaborg, ook kleine borg genoemd, was een borg ten zuiden van het dorp Feerwerd in de Nederlandse provincie Groningen. De plek van de borg is niet helemaal bekend, maar bevond zich aldus Formsma 'volgens oude ingezetenen' op het perceel ten noorden van de huidige boerderij op het zuidoostelijke deel van de zuidelijke wierde van Feerwerd. Bij de afgraving van deze wierde rond 1900 is het borgterrein volledig verdwenen. Bij latere opgravingen zijn over het hele terrein middeleeuwse scherven gevonden. Het terrein is nu in gebruik als grasland. De boerderij direct ten zuiden van het borgterrein zou vroeger ook Luursmaheerd genoemd zijn, maar deze naam is nu niet meer bekend.

## Geschiedenis
Rond 1506 trouwde de Friese hoofdeling Jancko Douwama met Teth Luursema van de Olt Luersemaheert bij Beswerd en vestigde zich vervolgens waarschijnlijk op de latere Luursemaheerd. Deze 'goede hoffmans wooninge', zoals kroniekschrijver Sicke Benninge het omschrijft, wordt gelijkgesteld aan deze borg omdat later zijn kleindochter hier ook woonde. Bij de borg hoorden 'ruters' (krijgsknechten, zie WNT) en geschutstukken, welke laatste bij Douwama's afwezigheid door zijn knechten voor bier zouden zijn verkocht bij het in 1501 gebouwde blokhuis bij de Aduarderzijlen. De familie Luursema of Luers(e)ma komt voor in Feerwerd vanaf 1406. In de kerk van Feerwerd ligt een grafsteen van Sicke Luersema uit 1493. In de buurt van Feerwerd lagen destijds meerdere boerderijen met de naam Luursemaheerd: In 1505 had deze familie 6 van de 15 ommegangen (en dus ook  6 edele heerden) van Feerwerd in bezit. Dat de familie vanuit Beswerd zich in Feerwerd vestigde heeft mogelijk te maken met het feit dat het klooster van Aduard bijna al het land onder Garnwerd (waaronder Beswerd valt) bezat en het versterken van hun invloedssfeer daar dus niet goed mogelijk was.
Na de dood van Jancko (1529) en Teth (1559 of later) kwam de borg op den duur in handen van hun zoon Douwe (overleden 1571 of later), die zich 'van Douwema' noemde, maar later verhuisde naar elders. Zijn dochter Tet Douwema ging vervolgens samen met de Friese hoofdeling Sytz van Botnia op de Luursemaheerd wonen.
In 1610 raakte deze Tet in conflict met Meit Hoendrix, de weduwe van Jebbo Aldringa van de Aldringaborg (de grote borg van Feerwerd). De eigenaren van beide borgen konden in de 17e eeuw niet goed met elkaar overweg. Het geschil draaide over het feit dat Tet glazen in de kerk van Feerwerd had gezet waarop stond dat zij (de) erfvrouwe van Feerwerd zou zijn en Tet het er onder andere niet mee eens was dat Jebbo en Meits' zoon Popco Aldringa zich hoofdeling van Feerwerd noemde. Het geschil werd door de Hoofdmannenkamer beschouwd als iets wat ze onderling moesten verdragen als 'goede ehrlevende luiden'. 
Na de dood van Tet erfde haar zoon Sijts van Botnia (naar zijn vader vernoemd) met zijn vrouw Elisabeth Alberda in 1620 de borg. Na zijn dood hertrouwde Elisabeth in 1638 met professor William Makdowell.
In 1645 ontstond een nieuw conflict toen professor Makdowell, die zich 'principaelste collator ende hovelinge tot Feerwert' noemde, de eigenaar van de Aldringaborg er bij de hoge justitiekamer van beschuldigde het uurwerk met de wapens van de kleine borg van de kerk te hebben gesloopt en in plaats daarvan een nieuw uurwerk met zijn eigen wapens te hebben geplaatst. Er waren in die tijd echter geen hoofdmannen beschikbaar voor een rechtszaak, waardoor het conflict niet werd opgelost. Toen de eigenaar van de Aldringaborg echter in 1658 overleed en deze publiek werd verkocht grepen de eigenaren van de Luursemaheerd echter hun kans: De borg werd voor 540 carolusgulden per gras verkocht aan Agnes van Bassen, de weduwe van Derck Alberda, die weer een broer was van Elisabeth Alberda. Daarmee waren beide borgen in dezelfde familie gekomen. Rond 1667 woonde Reint Alberda, de zoon van Derck Alberda en Agnes van Bassen, op de kleine borg en zijn moeder Agnes op de grote borg. 
In 1696 stierf Reint Alberda echter, waarop zijn schuldeisers de beide borgen een jaar later lieten verkopen. Tot de Luursemaheerd behoorden toen een appelhof, 4 rechten, een grafkelder en herenbank in de kerk en 30 grazen land. Schrijver Valerius Elema kocht de borg voor 4000 carolusgulden, maar verkocht het in 1699 alweer door aan Egbert Alexander Rengers van Sleebach en Sophia van der Molen uit Nijmegen, die er waarschijnlijk niet woonden. In 1701 'verpachtten' zij de borg voor 4350 gulden aan de familie Lewe uit Aduard, die in 1710 de rechten van de borg doorverkocht aan Johan Willem Ripperda. Daarmee was het lot van de borg bezegeld: Nog vóór 1713 moet deze zijn gesloopt. Dit gebeurde zo grondig dat er geen sporen van bewaard bleven. Met het afgraven van de zuidelijke wierde van Feerwerd zijn ook de resterende sporen verdwenen.